# Kabinett Ōhira I

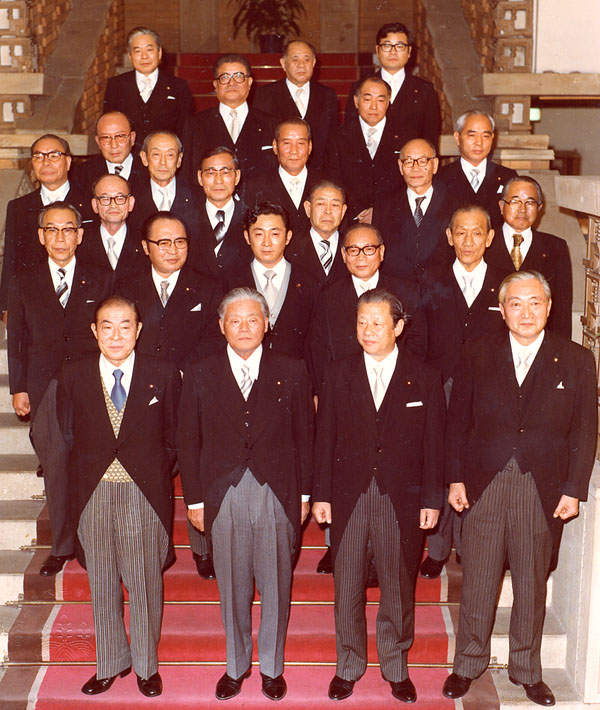
Kabinett Ōhira, 8. Dezember 1978

Das Kabinett Ōhira I (jap. 第一次大平内閣, dai-ichiji Ōhira naikaku) regierte Japan unter Führung von Premierminister Ōhira Masayoshi vom 7. Dezember 1978 bis zum 9. November 1979.
| Amt | Name              | Partei | Faktion  |
| --- | ----------------- | ------ | -------- |
| Premierminister | Ōhira Masayoshi   | LDP    | (Ōhira)  |
| Justizminister | Furui Yoshimi     | —      | —        |
| Außenminister | Sonoda Sunao      | LDP    | Fukuda   |
| Finanzminister | Kaneko Ippei      | LDP    | Ōhira    |
| Bildungsministerin | Naitō Takasaburō  | LDP    | Nakasone |
| Gesundheits- und Sozialminister                                                                                                  | Hashimoto Ryūtarō | LDP    | Tanaka   |
| Minister für Landwirtschaft, Forsten und Fischerei                                                                               | Watanabe Michio   | LDP    | Nakasone |
| Minister für Internationalen Handel und Industrie                                                                                | Esaki Masumi      | LDP    | Tanaka   |
| Verkehrsminister | Moriyama Kinji    | LDP    | Miki     |
| Postminister | Shirahama Nikichi | LDP    | Fukuda   |
| Arbeitsminister | Kurihara Yūkō     | LDP    | Ōhira    |
| Bauminister | Tokai Motosaburō  | LDP    | Fukuda   |
| Innenminister Vorsitzender der Nationalen Kommission für Öffentliche Sicherheit Leiter der Behörde für die Entwicklung Hokkaidōs | Shibuya Naozō     | LDP    | Miki     |
| Chefkabinettssekretär | Tanaka Rokusuke   | LDP    | Ōhira    |
| Leiter des Amts des Premierministers Leiter der Behörde für die Entwicklung Okinawas                                             | Mihara Asao       | LDP    | Mizuta   |
| Leiter der Behörde für Verwaltungsaufsicht                                                                                       | Kanai Motohiko    | LDP    | Fukuda   |
| Leiter der Verteidigungsbehörde                                                                                                  | Yamashita Ganri   | LDP    | Tanaka   |
| Leiter des Wirtschaftsplanungsamts                                                                                               | Kosaka Tokusaburō | LDP    | —        |
| Leiter der Behörde für Wissenschaft und Technologie                                                                              | Kaneko Iwazō      | LDP    | Ōhira    |
| Leiter der Umweltbehörde | Uemura Sen’ichirō | LDP    | Nakasone |
| Leiter der Behörde für Staatsland                                                                                                | Nakano Shirō      | LDP    | Fukuda   |

Anmerkung: Der Parteivorsitzende und Premierminister gehört während seiner Amtszeit offiziell keiner Faktion an.